# میخائیل واسیلی
میخائیل واسیلی (به روسی: Михаил Анатольевич Васильев؛ زادهٔ ۴ مارس ۱۹۶۱ – درگذشتهٔ ۵ مارس ۲۰۲۵) بازیکن هندبال اهل اتحاد جماهیر شوروی بود.
واسیلی در ۵ مارس ۲۰۲۵، در سن ۶۴ سالگی درگذشت.